# Обмеження (математика)
У математиці обмеження — умова, якій повинен задовольняти розв'язок задачі оптимізації. Є два типи обмежень: обмеження-рівності й обмеження-нерівності. Множина розв'язків, які задовольняють усі обмеження, називається допустимою множиною.

## Термінологія
- Якщо обмеження є рівністю у даній точці, то обмеження називається активним (англ. binding), оскільки точка не може переміщатися у напрямку обмеження.
- Якщо обмеження є нерівністю у даній точці, то обмеження називається неактивним (англ. non-binding), оскільки точка може переміщатися у напрямку обмеження.
- Якщо обмеження не задовольняється, то обмеження називається порушеним, а відповідна точка називається недопустимою.